# Polički Vrh
Polički Vrh – wieś w Słowenii, w gminie Pesnica. W 2018 roku liczyła 177 mieszkańców.